# William Spry
William Spry, född 11 januari 1864 i Windsor, Berkshire, död 21 april 1929 i Washington, D.C., var en amerikansk republikansk politiker född i England. Han var Utahs guvernör 1909–1917.
Sprys föräldrar konverterade till mormonismen och familjen flyttade 1875 till Utahterritoriet. Spry ledde Mormonkyrkans missionsverksamhet i sydstaterna 1885–1891 och utnämndes 1906 till federal sheriff för delstaten Utah.
Spry efterträdde 1909 John Christopher Cutler som Utahs guvernör och efterträddes 1909 av Simon Bamberger.
Spry avled 1929 och gravsattes på Salt Lake City Cemetery i Salt Lake City.